# 不法侵入 (映画)
『不法侵入』（ふほうしんにゅう、原題：Unlawful Entry）は1992年制作のアメリカ合衆国のサイコスリラー映画。ジョナサン・カプラン監督。カート・ラッセル、レイ・リオッタ、マデリーン・ストウ出演。

## あらすじ
ある夜、ロサンゼルスの高級住宅地にあるマイケルとカレン夫婦の家に強盗が押し入った。現場に駆け付けた警官の1人ピートは2人に優しく接し、防犯対策のノウハウまで丁寧に教えてくれ、とても心強い存在であった。
しかし、マイケルはピートがその強盗を逮捕する際、異常なまでに暴行を加えるのを見て、彼に恐怖心を抱く。
そして、ピートはその狂気の本性を次第に露わにしてゆく。ピートはカレンに一目ぼれして異様な性愛を抱き、彼女を我が物にしようと狙っていたのだ。マイケルはそれを阻止するため、顧問弁護士やピートの同僚・上司に相談するが、逆に罠にはめられ、逮捕されてしまう。
その間に、ピートはカレンを我が物にしようとしていた…。

## キャスト
| 役名                 | 俳優                         | 日本語吹き替え | 日本語吹き替え | 日本語吹き替え |
| 役名                 | 俳優                         | ソフト版       | テレビ朝日版   | 機内上映版     |
| -------------------- | ---------------------------- | -------------- | -------------- | -------------- |
| マイケル・カー       | カート・ラッセル             | 富山敬         | 原康義         | 大塚明夫       |
| カレン・カー         | マデリーン・ストウ           | 幸田奈穂子     | 高島雅羅       | 田中敦子       |
| ピート・デイヴィス   | レイ・リオッタ               | 田中秀幸       | 磯部勉         | 池田秀一       |
| ロイ・コール         | ロジャー・E・モーズリー      | 池田勝         | 麦人           |                |
| ロジャー             | ケン・ラーナー               | 有本欽隆       | 阪脩           |                |
| ペニー               | デボラ・オフナー             |                | 山田栄子       |                |
| ジェローム           | カーメン・アルジェンツィアノ |                | 寺島幹夫       |                |
| ラッセル・ヘイズ署長 | アンディ・ロマーノ           | 糸博           |                |                |
| ベイル・ボーズマン   | ロバート・コスタンゾ         |                |                |                |
| ビッグアングロ       | トニー・ロンゴ               |                |                |                |
| 囚人                 | ジャイモン・フンスー         |                |                |                |
| 店員                 | ディック・ミラー             |                |                |                |

- テレビ朝日版吹き替え - 初回放送1997年6月8日『日曜洋画劇場』

その他吹き替え - 藤生聖子、大友龍三郎、糸博、長島雄一、宝亀克寿、宮寺智子、星野充昭、久保山美穂、篠原恵美、藤本譲、仲野裕、藤城裕士、田原アルノ、滝沢久美子、津村まこと、大黒和広